# Інна лілляхи ва інна ілейхи раджіун
Інна лілляхи ва-інна ілейхі раджіун (араб. إِنَّا لِلَّٰهِ وَإِنَّا إِلَيْهِ رَاجِعُونَ ‎ — «ми належимо Аллаху, і до Нього ми повернемося») — фраза з Корану, молитва в Ісламі, відома також як Істірджа
У Корані фраза згадана в 156-му аяті сури аль-Бакара. Цю фразу читає мусульманин під час поганих новин — смерті близького, голоду, втрати майна, людей, плодів.
Цю фразу рекомендують писати на надгробному камені, вимовляють, кидаючи на могилу жменю землі. Бути терплячим під час випробування — це одна з якостей мусульманина. Аллах не покладає на людину понад її можливості.
На думку ісламських богословів виголошення істерджі людиною, яка потрапила в біду, допомагає відволіктися від неналежних промов, полегшити смуток і переживання, захиститися від шайтана (який хоче змусити людину вимовити слова, що виражають нетерпіння), служить прикладом іншим людям у схожій ситуації.